# 白井夏
白井 夏(しらい なつ、1981年1月9日 - )は、日本の元ヌードモデル・女優。
スリーサイズはB88cm(Fカップ)W58cmH85cm。
趣味は料理、特技はバスケットボール。

## 来歴・人物
- 地元の高校を卒業後、国立の看護専門学校に進学し、正看護師の資格を取得。
- その後、東京の某国立病院で看護師として勤務していた時にスカウトされ、ヌードモデル・女優として活動していたが、2003年の秋に引退を発表した。
- なお、AV女優の白井なつ（しらい なつ）とはまったくの別人であり、アダルトビデオへの出演歴はない。

## オリジナルビデオ
- 新人ナースはるか・恥ずかしいお仕事（GPミュージアム）
- 女狼〜艶殺裸体剣〜（ENGEL）
- 爆裂パチンコバトル　さすらいのギャンブラー編（シネマファスト）
- ヤリック〜セクハラUFOの来襲（TMC）

## 雑誌掲載
- 週刊特報（洋泉社）
- FLASH（2002年12/24号、光文社）
- アクトレス（2003年2月号、リイド社）
- 週刊実話（2003年1月2日号、日本ジャーナル出版）
- 月刊アサヒ芸能エンタメ！（2003年2月号、徳間書店）
- 増刊特冊新鮮組（2003年2月1日号、竹書房）
- 別冊ザ・ベスト スクランブル（ザ・ベストMAGAZINE3月号増刊、K.K.ベストセラーズ）
- ガツン！（2003年7月号、K.K.ベストセラーズ）
- URECCO（2003年7月号、発行所：ミリオン出版 発売元：大洋図書）
- 特冊新鮮組（2004年1月8日号、竹書房）

## 映画
- GUN CRAZY 3：反逆者の狂詩曲：ナース役

## 写真集
- nurse call（撮影：山岸伸　発行：ソフトガレージ　発売日：2002年12月13日）
- クンクンしようよ（撮影：佐藤健　ウェブ写真集）
- 穴水－アナスイ－（撮影：佐藤健　ウェブ写真集）